# 海灣之狐
逃狐（Fleet Foxes）是美國的一個獨立民間音樂樂團，創建於西雅圖。他們在2008年發行了自己的二張EP Sun Giant以及首張專輯Fleet Foxes，均獲得了不錯的銷量和評價。他們的第二張專輯Helplessness Blues在2011年5月3日發行。評論家認為他們的歌詞和和聲極為精緻。2017年3月，樂隊於其面書專頁公佈第三張專輯Crack-Up將會於同年的6月16日的發行。

## 外部連結
- Official band website （页面存档备份，存于）
- Fleet Foxes的MySpace主頁
- Fleet Foxes （页面存档备份，存于） on Facebook
- Official band page （页面存档备份，存于） at Sub Pop